# 火山湖

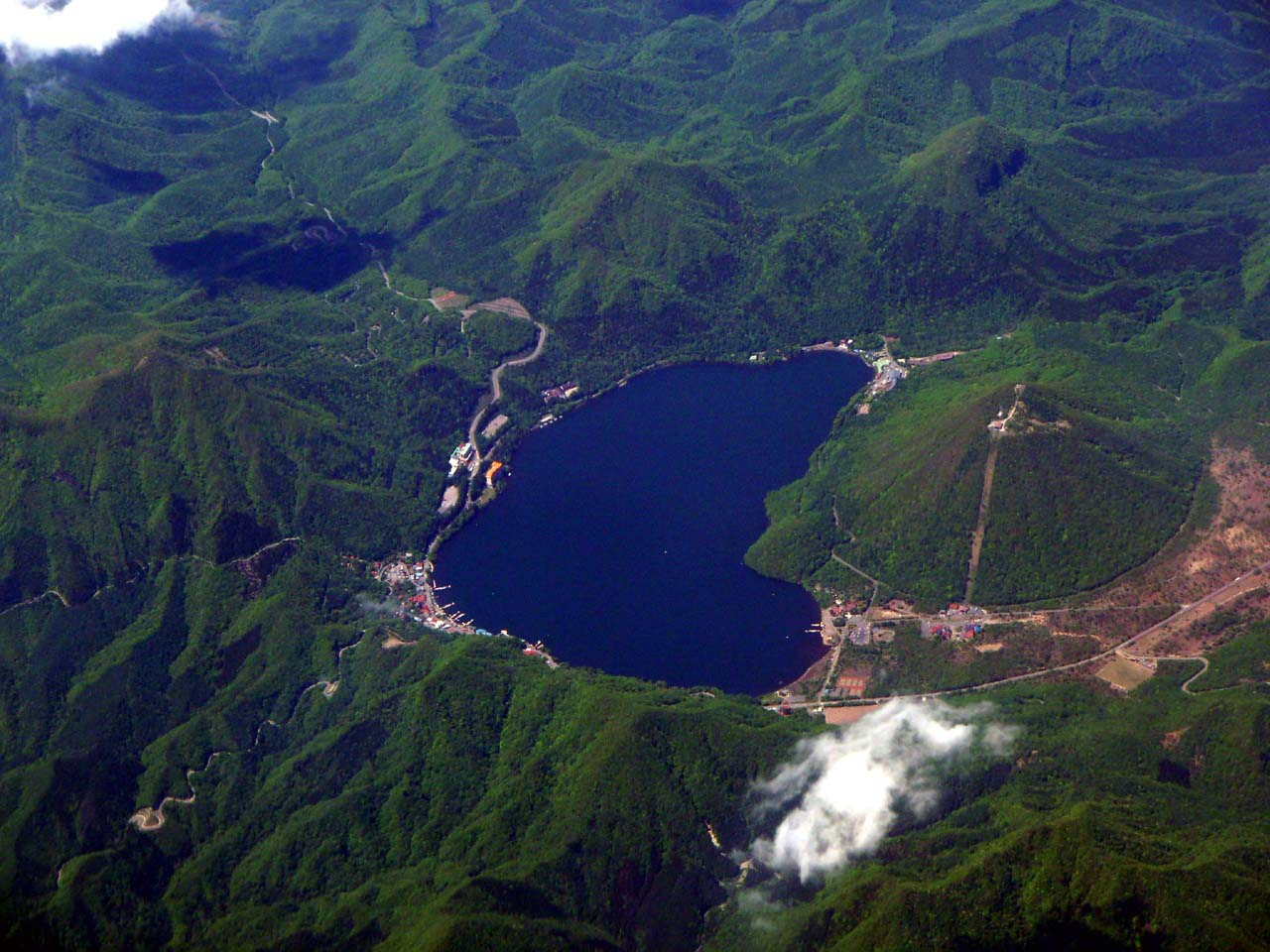
火山湖榛名湖と中央火口丘榛名富士

火山湖（かざんこ、英語：volcanic lake）は、火山の活動によってできた湖の総称。火口に水が溜まってできた火口湖（英語：crater lake）やカルデラ湖（英語：caldera lake）、火山体の崩壊や溶岩流などによる堰止湖などがある。

## 火山湖の一覧
- クレーター湖（アメリカ合衆国オレゴン州）
- タール湖（フィリピン）
- トバ湖（インドネシア）
- 長白山天池（中国/北朝鮮）

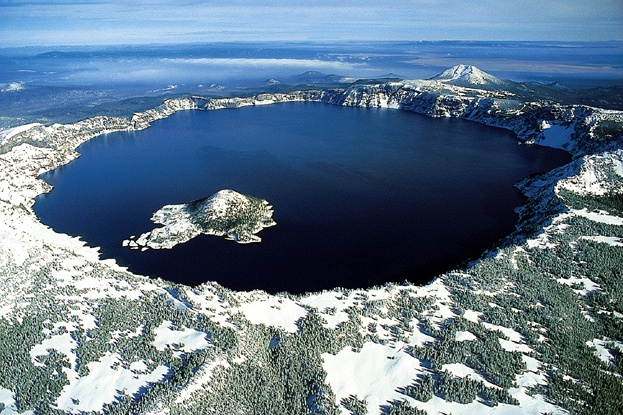
アメリカ、オレゴン州のマザマ火山のクレーターレイク
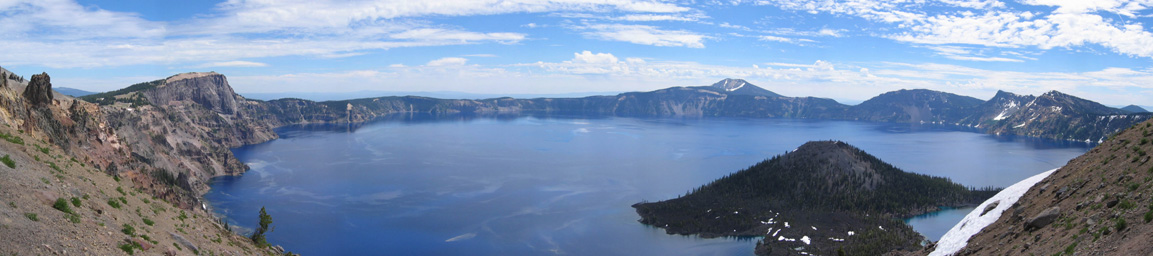
クレーターレイクと、湖内に浮かぶウィザード島（パノラマ）
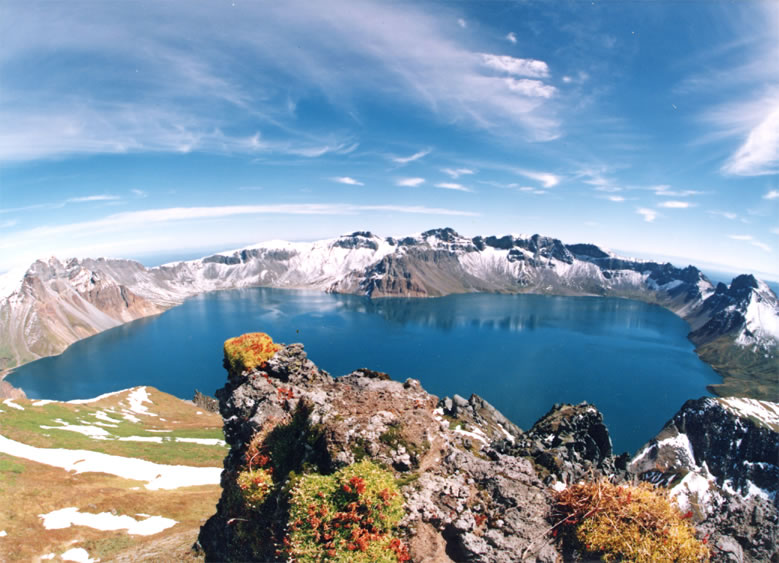
長白山天池

### 日本の例

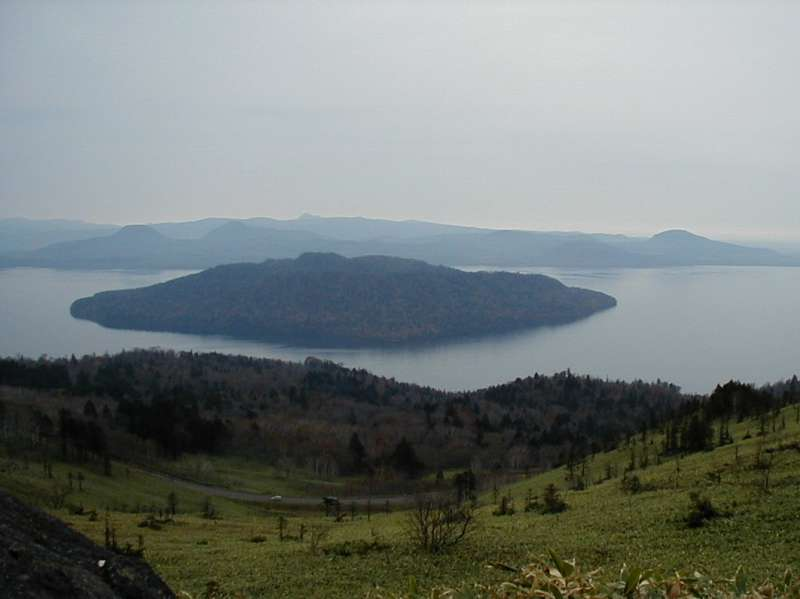
美幌峠から見た屈斜路湖
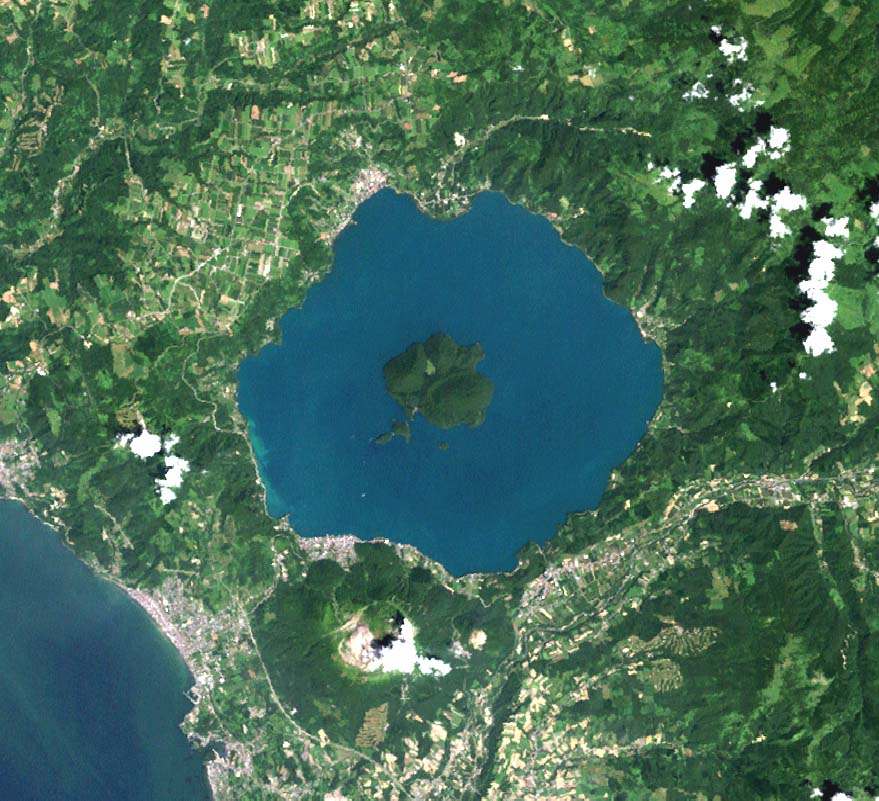
洞爺湖衛星写真
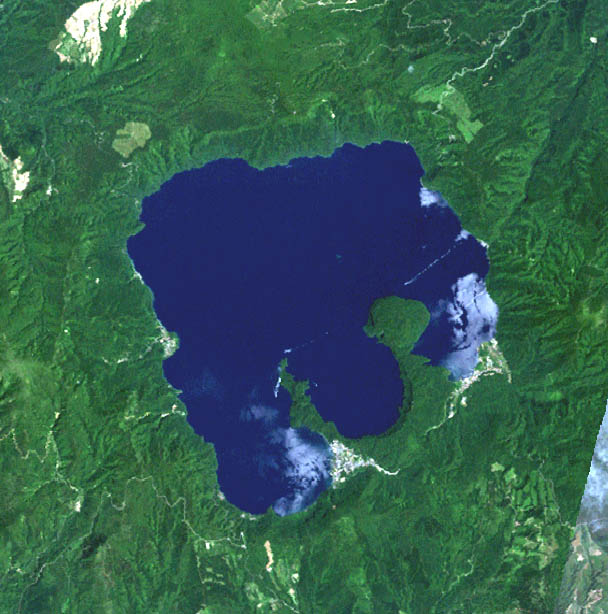
十和田湖衛星写真
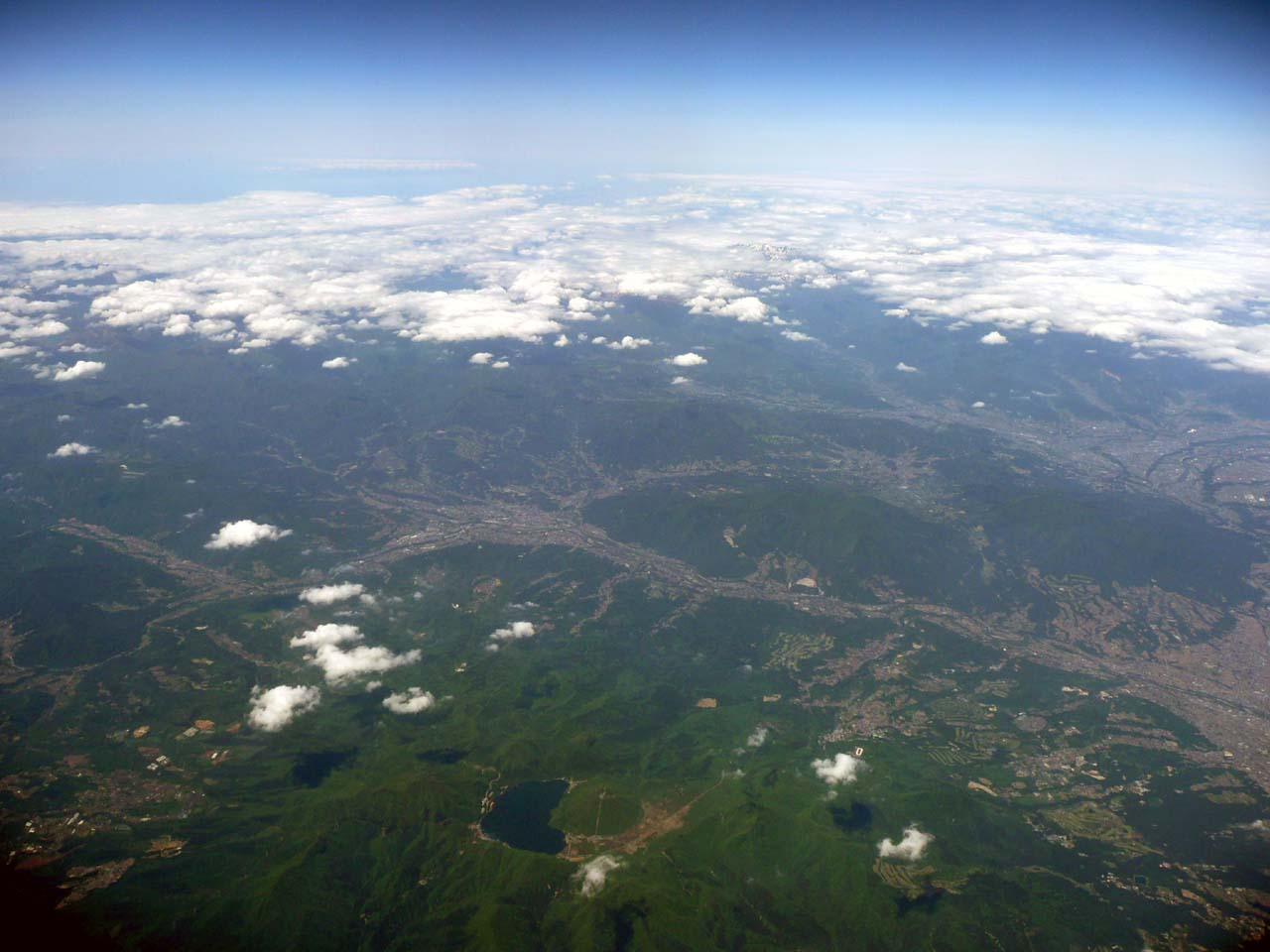
榛名山山頂のカルデラ湖榛名湖

- 屈斜路湖（北海道）
- 摩周湖（北海道）
- 洞爺湖（北海道）
- 支笏湖（北海道）
- 倶多楽湖（北海道）
- 宇曽利湖（青森県）
- 十和田湖（青森県・秋田県）
- 蔵王の御釜（宮城県）
- 大崎市鳴子温泉の潟沼（宮城県）
- 沼沢湖（福島県）
- 雄国沼（福島県）
- 大沼（群馬県）
- 榛名湖（群馬県）
- 草津白根山の湯釜（群馬県）
- 芦ノ湖（神奈川県）
- 猫越峠火山湖（静岡県）
- 一碧湖（静岡県）
- 風吹大池（長野県）
- ミクリガ池（富山県）
- 鷲羽池（長野県・富山県）
- 御池（宮崎県）
- 藺牟田池（鹿児島県）
- 住吉池（鹿児島県）
- 大浪池（鹿児島県）
- 鰻池（鹿児島県）
- 池田湖（鹿児島県）

- 美幌峠から見た屈斜路湖
- 洞爺湖衛星写真
- 十和田湖衛星写真
- 榛名山山頂のカルデラ湖榛名湖